# Aderganna nigra
Aderganna nigra är en insektsart som beskrevs av Knight och Webb 1993. Aderganna nigra ingår i släktet Aderganna, och familjen dvärgstritar. Inga underarter finns listade i Catalogue of Life.